# Sofia Milos
Sofia Milos (* 27. září 1969, Curych, Švýcarsko) je americká herečka, známá především díky roli v seriálu Kriminálka Miami.

## Život a kariéra
Narodila se v Curychu italskému otci a řecké matce. Účastnila se lokální soutěže krásy, ve které vyhrála, stejně jako v dalších kolech, včetně národního. Mluví anglicky, italsky, francouzsky a německy, domluví se také řecky a španělsky. Studuje ekonomiku a obchod.
Objevila se v několika seriálech – Přátelé, Rodina Sopránů, Pohotovost, Kriminálka Miami, Hranice.

## Filmografie
| Rok       | Název                           | Role                         | Poznámky                            |
| --------- | ------------------------------- | ---------------------------- | ----------------------------------- |
| 1992      | Hranice vášně                   | Kristin                      |                                     |
| 1993–1994 | Cafe Americain                  | Fabiana Borelli              | hlavní role, 18 dílů                |
| 1994      | Přátelé                         | Aurora                       | díl: „The One with the Butt“        |
| 1995      | Platypus Man                    | Stella                       | díl: „Sweet Denial“                 |
| 1995      | Vanishing Son                   | Gale Heathe                  | díl: „Lock and Load, Babe“          |
| 1995      | Weird Science                   | Ali                          | díl: „Earth Boys are Easy“          |
| 1995      | Podivné náhody                  | Jill                         | díl: „The Box“                      |
| 1995      | Tajní operátoři                 | Matya                        |                                     |
| 1996      | Jsem do tebe blázen             | Sarah                        | díl: „The Award“                    |
| 1997–1998 | Caroline in the City            | Julia Karinsky               | vedlejší role, 20 dílů              |
| 1998      | Maffiósso                       | mladá Sophia                 |                                     |
| 1998      | Getting Personal                | Dr. Angela Lopez             | díl: „The Doctor Is In“             |
| 1998      | The Secret Lives of Men         | Maria                        | hlavní role, 13 dílů                |
| 1998      | Loď lásky                       | Marisol                      | díl: „Dust, Lust, Destiny“          |
| 1999      | Pojídači špaget                 | žena na letišti              |                                     |
| 2000      | Rodina Sopránů                  | Annalisa                     | 2 díly                              |
| 2000      | Proutník                        | Cheryl                       |                                     |
| 2000      | Larry, kroť se                  | Richardova přítelkyně        | 2 díly                              |
| 2001      | Hra na dvě strany               | Carmela Krailes              |                                     |
| 2001      | Zloději                         | Paulie                       | 2 díly                              |
| 2001      | Poslání                         | Dalia Barr                   |                                     |
| 2002      | Vášnivost                       | Celia Amonte                 |                                     |
| 2002      | The Cross                       | šéf                          |                                     |
| 2002      | Zóna soumraku                   | Francesca                    | díl: „Future Trade“                 |
| 2003      | Pohotovost                      | Coco                         | díl: „A Little Help from My Friend“ |
| 2003      | Family Jewels                   | Sarah Putanesca              |                                     |
| 2003–2009 | Kriminálka Miami                | Yelina Salasová              | 60 dílů                             |
| 2006      | Desire                          | Victoria Marston             | hlavní role, 47 dílů                |
| 2008–2009 | Hranice                         | Bianca LeGarda               | vedlejší role, 13 dílů              |
| 2011      | Tatort - Wunschdenken           | Abby Lanning                 | díl: „Wunschdenken“                 |
| 2012      | Pátrací oddělení                | Alison Carter                | 2 díly                              |
| 2012      | The First Family                | Silasia                      | díl: „The First Stay-cation“        |
| 2013      | 1600 Penn                       | Madame Milbert               | díl: „Dinner, Bath, Puzzle“         |
| 2013      | The Brentwood Connection        | Sofia Milos                  | krátkometrážní film                 |
| 2013      | Teens Wanna Know                | sebe                         | 1 epizoda                           |
| 2015      | Private Eyes                    | paní Towersová               | pilotní díl                         |
| 2015      | The Secret of Joy               | Žena na jezeře               | krátkometrážní film                 |
| 2015      | From the Top                    | Vanessa Parker               | TV film                             |
| 2016      | The Stranger Inside             | Dr. Hartlin                  |                                     |
| 2017      | Myšlenky zločince: Za hranicemi | seržantka Alexandria Balaban | díl: „Pankration“                   |
| 2017      | Chicago Justice                 | Mary Willis                  | díl: „Dead Meat“                    |
| 2017      | Fake News                       | detektiv Jennifer Stern      |                                     |
| 2017      | Sangre Negra                    | Cristina Sabatini            | 7 dílů                              |